# Pedro Joaquín Hernández Cantarero
Pedro Joaquín Hernández Cantarero, CMF (Jinotepe, 29 de junio de 1954) es un sacerdote católico nicaragüense que actualmente es obispo del Vicariato Apostólico de Darién, Panamá, desde 2005.

## Biografía
Fue ordenado sacerdote el 15 de noviembre de 1986 en la asamblea claretiana, por el cardenal Miguel Obando Bravo, arzobispo de Managua, Nicaragua. Trabajó en seminarios religiosos en Guatemala y en Zaire, actual República Democrática del Congo.
El 12 de febrero de 2005, el Papa Juan Pablo II lo nombró vicario apostólico de Darién, Panamá, y obispo titular de Thabraca. El 19 de marzo de 2005 fue ordenado obispo en Darién por el nuncio apostólico Giacomo Guido Ottonello.